# Шаповаленко Сергій Григорович
Сергі́й Григо́рович Шапова́ленко (16 (29) серпня 1903 р., с. Суходіл, нині Сумська область, — 1 січня 1988 р., Москва) — радянський педагог, хімік-методист, доктор педагогічних наук, професор. Член-кореспондент АПН РРФСР з 24 березня 1950 р., дійсний член АПН СРСР з 30 січня 1968 р. Член Відділення дидактики і приватних методик.

## Біографія
Закінчив науково-педагогічні курси при 2-му МДУ (1929), Глухівський інститут соціального виховання (1933). В 1922 році працював учителем Глухівської дослідно-показової школи. З 1931 року працював у Москві в Інституті політехнічної освіти, а також в Інституті шкіл і методів навчання. З 1965 року — директор НДІ шкільного обладнання і технічних засобів навчання АПН СРСР.

## Наукова діяльність
Автор фундаментальних робіт з питань шкільного викладання хімії. В книзі «Методика навчання хімії у восьмирічній і середній школі …» (1963) запропонував цілісну теорію визначення курсу хімії у зв'язку з дидактичними, психологічними і виховними проблемами. Автор підручників з хімії для старших класів середньої школи (1954—1956; 1963).
Серія робіт присвячена проблемам політехнічної освіти.

## Основні роботи
- Методика преподавания химии в 7-летней школе, М., 1948 (спільно. з П. О. Глоріозовим);
- Вопросы политехнического обучения в преподавании химии, под ред. С. Г. Шаповаленко, М., 1957;
- Соединение обучения с производственным трудом учащихся, М., 1958;
- Политехническое обучение в советской школе на современном этапе, М., 1958;
- Методика обучения химии в 8-летней и средней школе, М., 1963;
- Школьное оборудование и кабинетная система, в кн.: Вопросы школоведения, М., 1982.